# Claraeola oppleta
Claraeola oppleta är en tvåvingeart som först beskrevs av Collin 1941.  Claraeola oppleta ingår i släktet Claraeola och familjen ögonflugor. Inga underarter finns listade i Catalogue of Life.